# Ay mamá
Ay mamá è un singolo della cantante spagnola Rigoberta Bandini, pubblicato il 23 dicembre 2021.

## Descrizione
Il 10 dicembre 2021 è stato annunciato che con Ay mamá Rigoberta Bandini avrebbe preso parte all'imminente edizione inaugurale del Benidorm Fest, rassegna musicale utilizzata come processo di selezione del rappresentante spagnolo all'annuale Eurovision Song Contest. Il singolo è stato pubblicato in digitale il successivo 23 dicembre ed è stato presentato dal vivo durante la seconda semifinale del Benidorm Fest il 27 gennaio 2022, che ha visto Rigoberta Bandini ottenere il maggior punteggio della serata da giurie e televoto. Nella finale del successivo 29 gennaio si è piazzata al 2º posto su 8 partecipanti.

## Tracce
Testi e musiche di Rigoberta Bandini, Esteban Navarro Dordal e Stefano Maccarrone.
1. Ay mamá – 3:01

## Classifiche

### Classifiche settimanali
| Classifica (2022) | Posizione massima |
| ----------------- | ----------------- |
| Spagna            | 1                 |

### Classifiche di fine anno
| Classifica (2022) | Posizione |
| ----------------- | --------- |
| Spagna            | 34        |